# Château de Saint-Germain-de-Livet
Pour les articles homonymes, voir Château Saint-Germain.
Le château de Saint-Germain-de-Livet est une demeure des XVe et XVIe siècles, qui se dresse sur le territoire de la commune française de Saint-Germain-de-Livet dans le département du Calvados, en région Normandie. L'édifice est partiellement protégé au titre des monuments historiques.

## Localisation
Le château est situé dans le pays d'Auge, sur la commune de Saint-Germain-de-Livet, dans le département français du Calvados.

## Historique
Le château occupe l'emplacement d'une ancienne place forte du XIIe siècle, des Tyrel, avec Beaudoin Tyrel vivant au XIIe siècle, et que la famille conservera jusqu'au milieu du XIVe siècle. À cette période, il passe par mariage à la famille Louvet. En 1462, Jeanne Louvet, fille de Guillaume Louvet et de Marie de Mailloc, épouse Pierre de Tournebu, qui hérite du château et des terres. Le couple va alors construire, sur les bases de l'ancienne forteresse, un vaste manoir en pans de bois. À la mort de Pierre, le domaine passe à son fils Jean de Tournebu, époux de Jeanne de Bétheville, puis à son petit-fils, Jacques de Tournebu, époux de Geneviève Pillois. En 1555, leur fils Jean de Tournebu épouse Marie de Croismare qui est largement dotée par son père, Robert de Croismare, conseiller au Parlement de Rouen,. C'est à ce dernier couple que l'on doit le château actuel, avec une façade en damiers de briques vertes et de pierres blanches.
Le château resta la possession de cette famille jusqu'au décès, en 1810, de Marie-Pierre de Tournebu, dernière de sa branche. Par donation, le château passe à ses neveux de la famille de Foucault, famille qui le conservera jusqu'en 1879,. À cette date le château est vendu à Mme Gobley et à sa mort en 1894, la demeure passe en indivis à ses trois filles. L'une d'elle, Mme Lesur, après avoir acquis les parts de ses sœurs, et devenue très âgée, vend, dans les années 1920[réf. nécessaire], le domaine à Julien Pillaut, directeur au ministère des Affaires étrangères. Celui-ci meurt en 1946 et sa veuve, Augusta Pillaut, fait don, en 1957, du château et du mobilier à la ville de Lisieux.
Depuis 2011, le château-musée de Saint-Germain-de-Livet est géré par le Pôle muséal de l'EPCI compétent qui regroupe avec lui le musée d'Art et d'Histoire de Lisieux et le musée du Vieux Manoir à Orbec.

Le château sur des cartes postales de la fin du XIXe siècle ou du début du XXe siècle
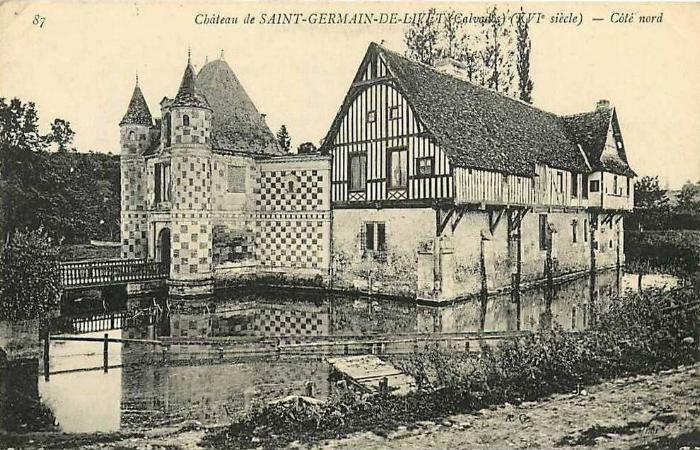
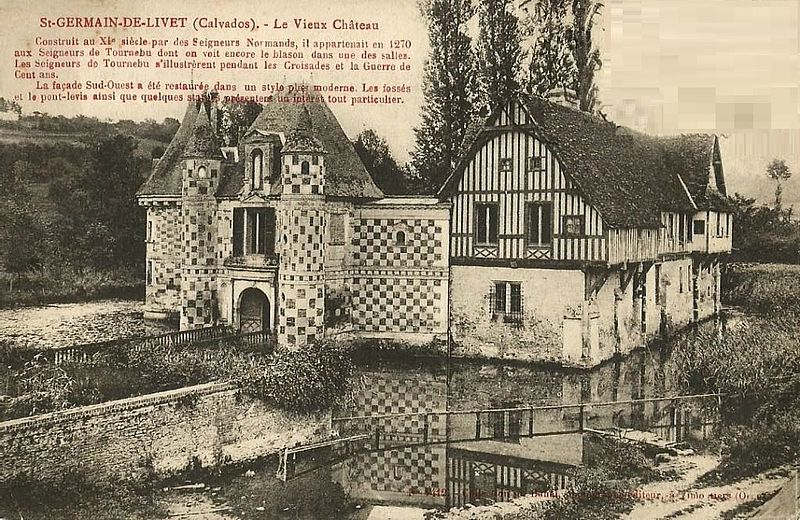
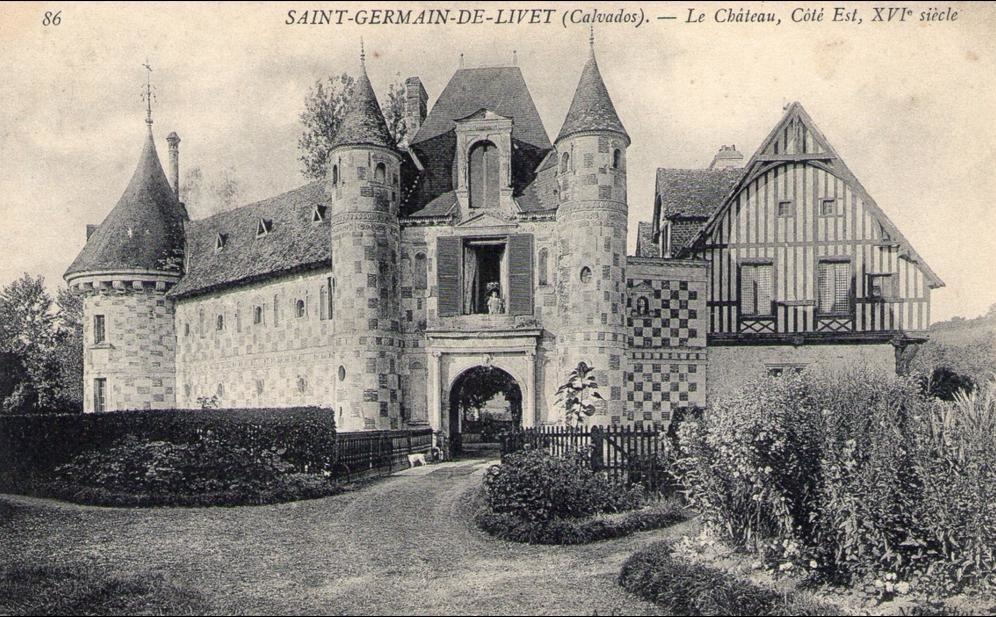

- Le château sur des cartes postales de la fin du XIXe siècle ou du début du XXe

## Description
Le château, reconstruit au XVe siècle et dans le troisième quart du XVIe siècle par la famille de Tournebu, possède une structure duale :
- un logis en colombage, du XVe siècle (1462)[2] ;
- un châtelet d'entré flanqué de tourelles appareillé en damier de pierres blanches de Caen et briques vertes vernissées du Pré-d'Auge de la fin du XVIe siècle (v. 1584)[2].

Ainsi le château présente des éléments médiévaux et d'époque Renaissance ; il a conservé ses douves et est entouré d'un jardin fleuri où évoluent quelques paons.
On accède au château par une passerelle jetée au-dessus des douves qui enserrent des bâtiments des XVe et XVIe siècles dressés autour d'une cour pentagonale bordée d'une galerie à l'italienne sur arcades datée de 1588. Le pavillon d'entrée est flanqué de deux tourelles. La tour de l'ancien château du XIIe siècle, élément central du corps de logis, renferme un escalier.

## Protection

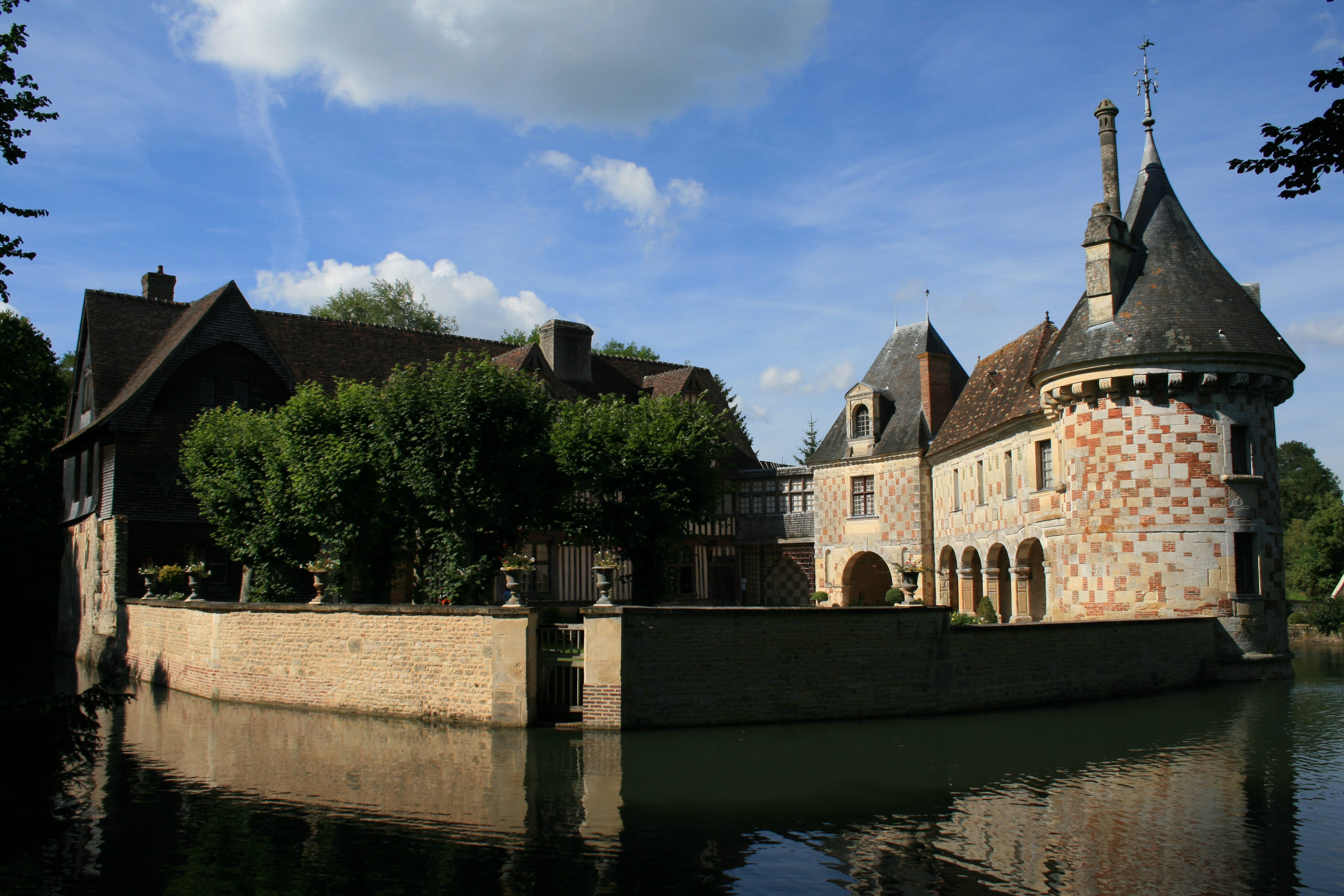
Vue sud.

Au titre des monuments historiques :
- la porte principale avec ses deux tourelles ; la tour du midi et la galerie lui faisant suite ; la salle d'angle du rez-de-chaussée avec sa cheminée et ses peintures et la cheminée du premier étage sont classées par arrêté du 21 mars 1924 ;
- le bâtiment du château construit partie en pierre et partie en pans de bois où se trouvent une salle et deux cheminées déjà classées, est classé par arrêté du 7 janvier 1959 ;
- les façades et les toitures du bâtiment du gardien et de l'ancien moulin dépendant du château ; les façades et les toitures de l'ensemble des bâtiments de la ferme du château ; le système hydraulique avec les douves et l'assiette des sols, sont inscrits par arrêté du 10 décembre 2007.

## Le musée
Le château, reçu en 1957 par la ville de Lisieux, est devenu un musée labellisé Musée de France qui présente l’ameublement et les collections d'œuvres d’art de la famille du légataire du domaine, Julien Pillaut, et, entre autres, des tableaux de sa mère Rosalie Pillaut, de son grand-père, le peintre Léon Riesener (1808-1878), lui-même petit-fils de l’ébéniste Jean-Henri Riesener et cousin d’Eugène Delacroix.
Le château, le musée d'art et d'histoire et l'école d’Arts Plastiques de Lisieux sont les trois établissements culturels intégrés dans le « Pôle Muséal » de la communauté d'agglomération Lisieux Normandie.

Musée
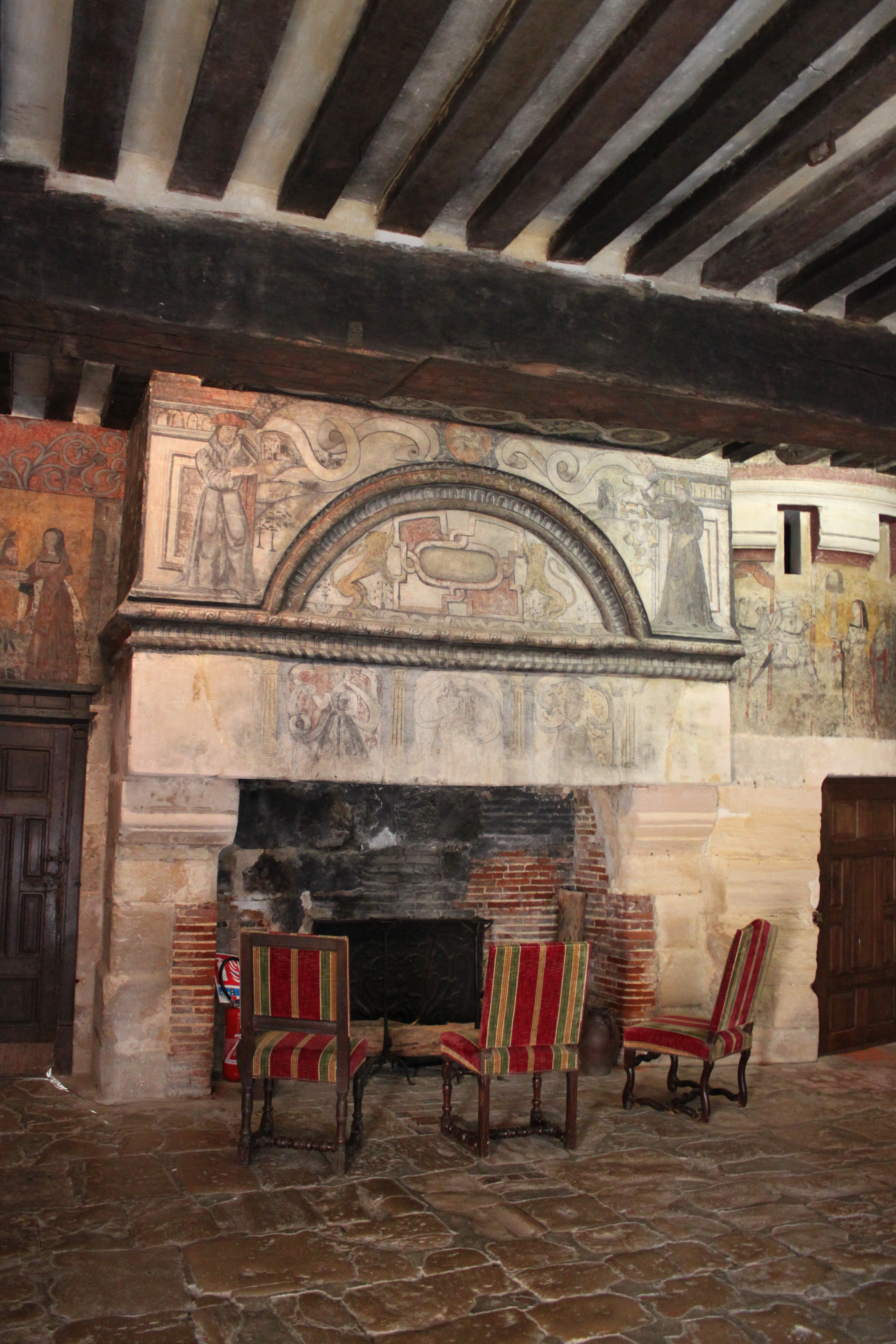
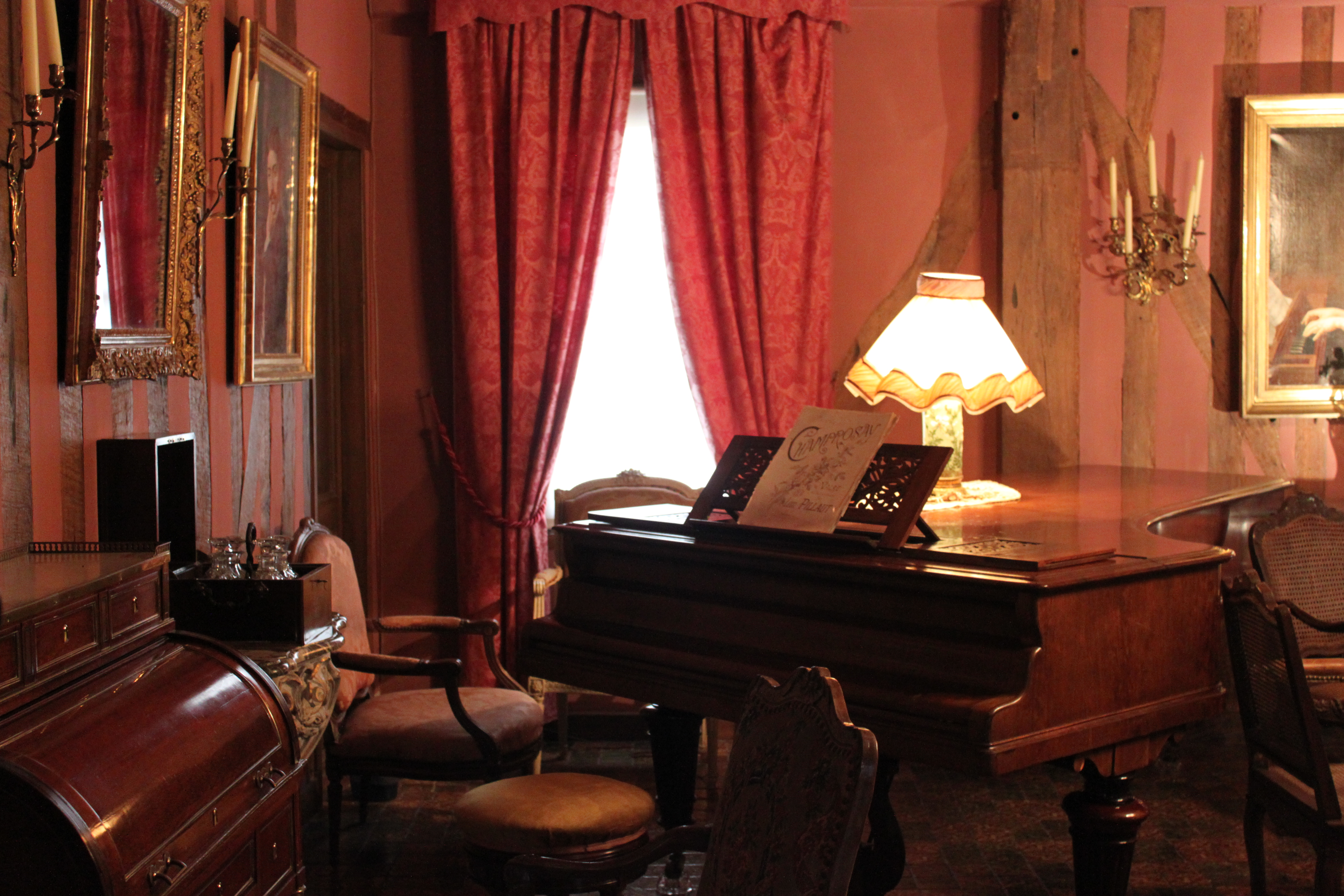
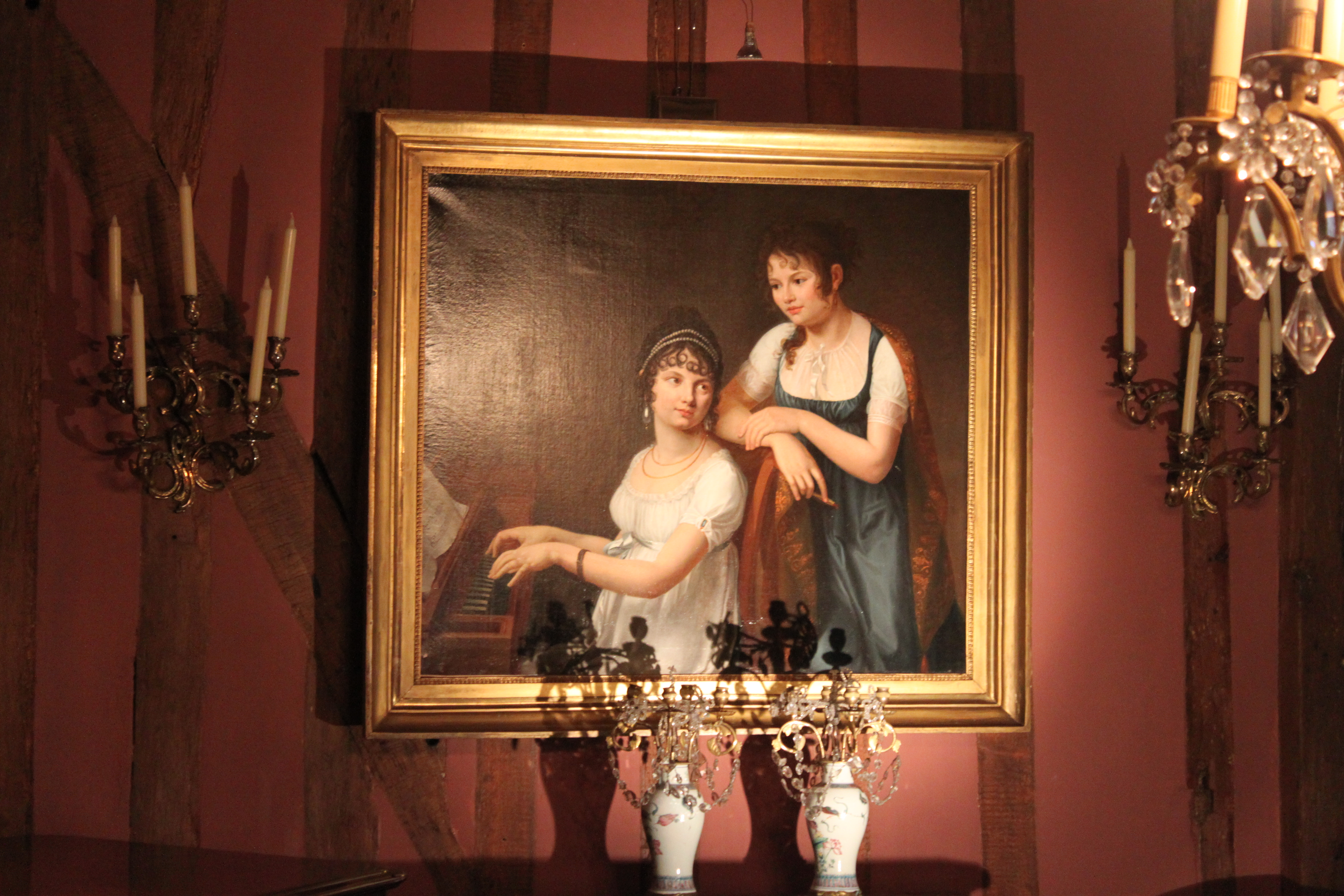
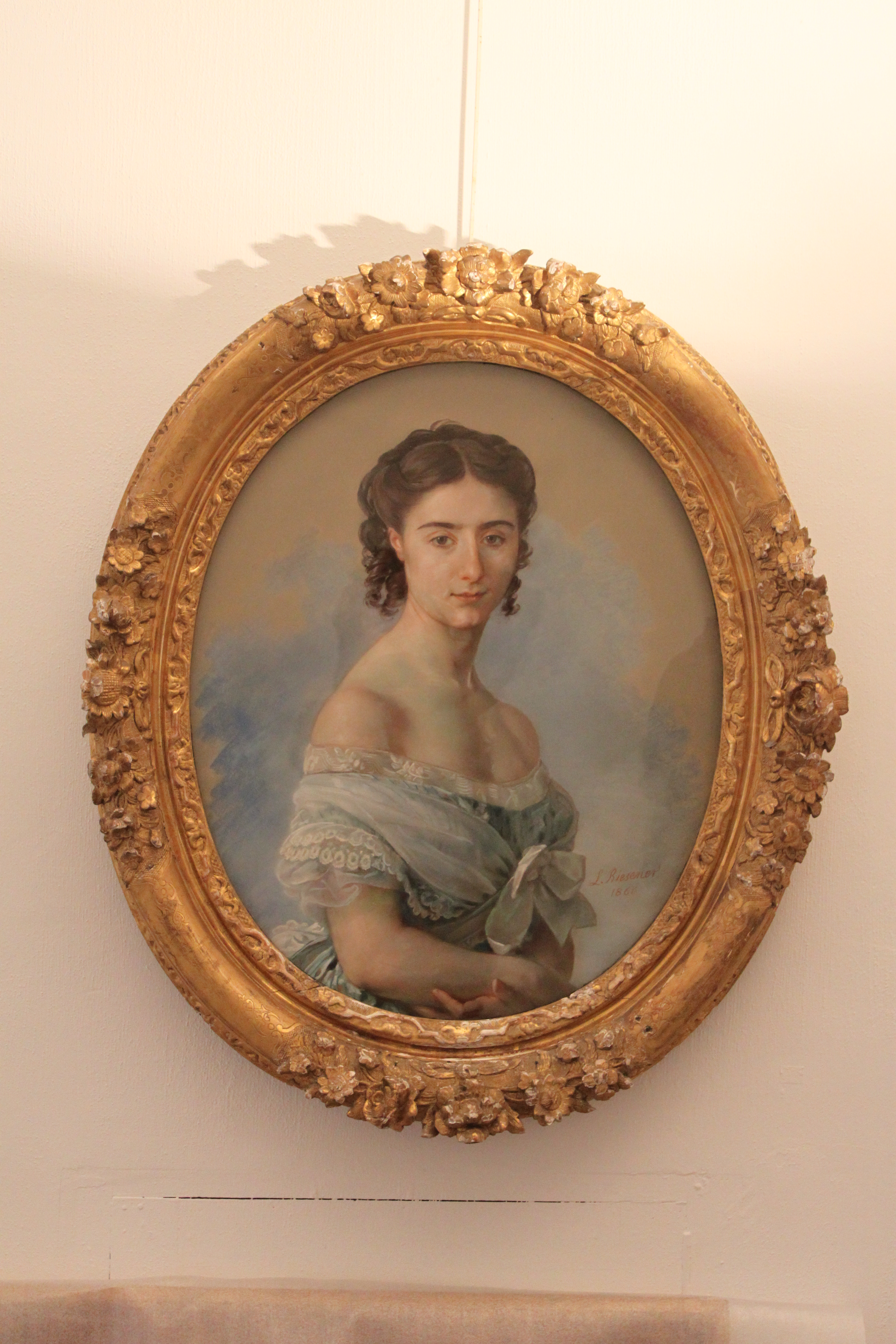
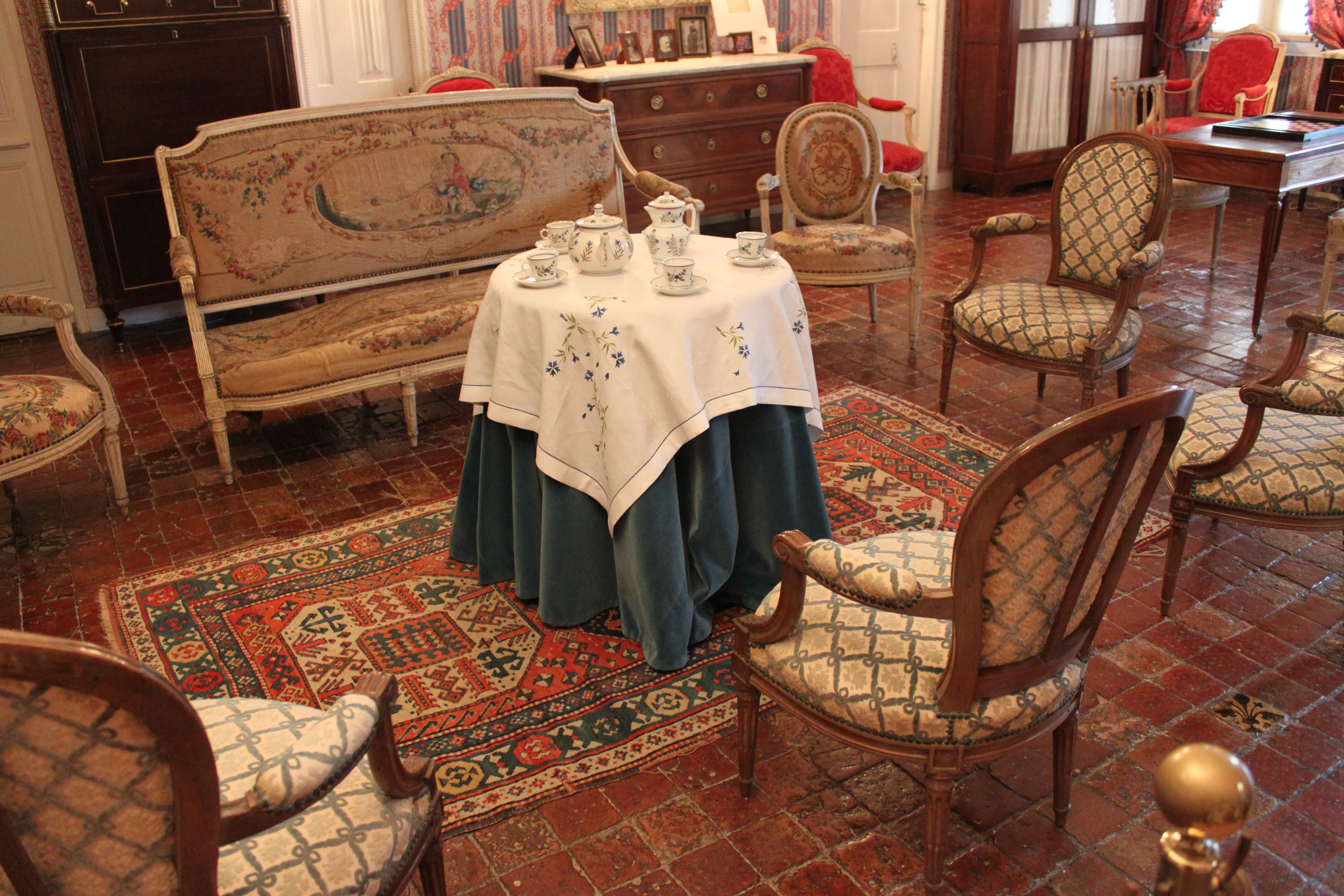
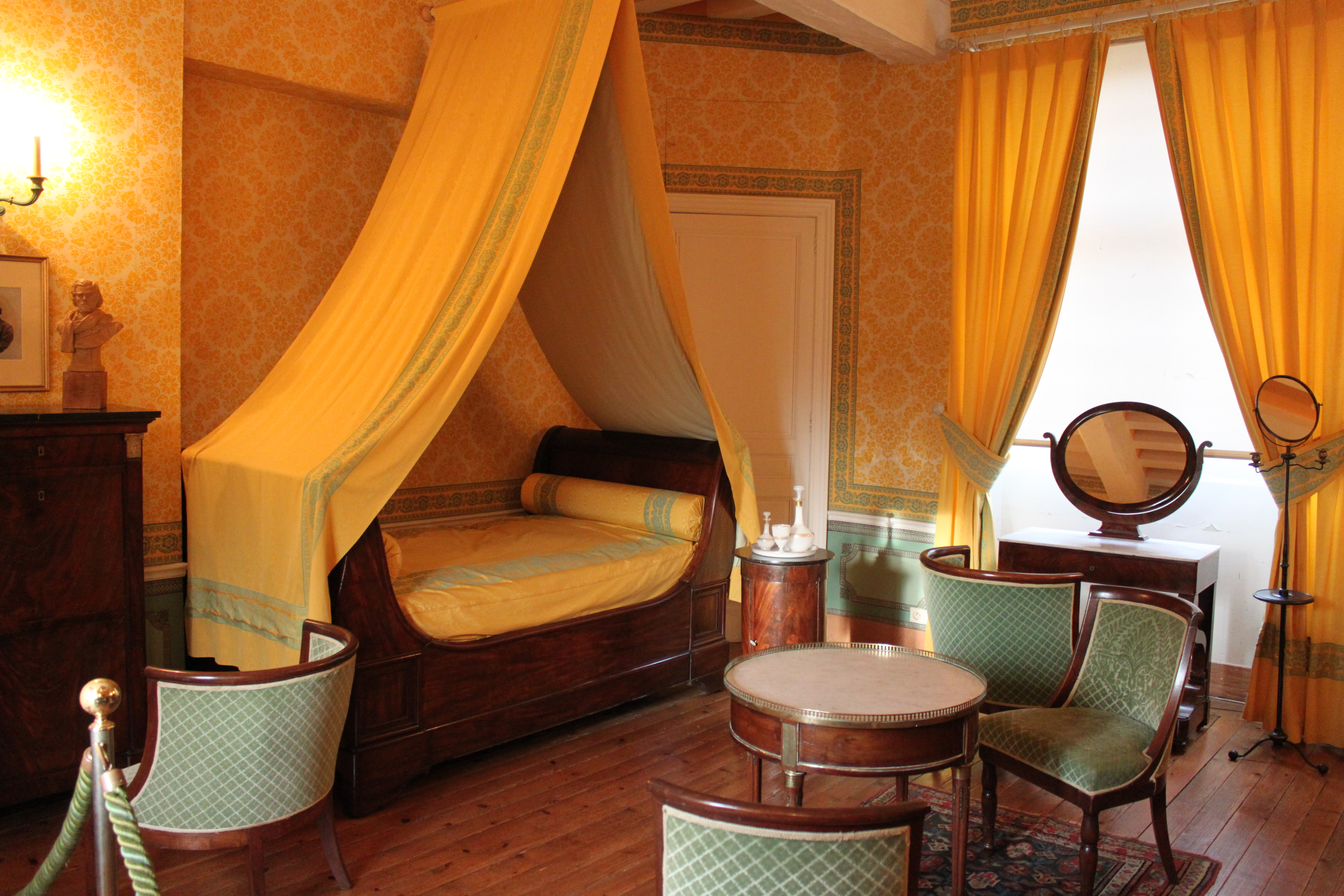

## Visite
Les intérieurs se visitent uniquement avec un guide.